# Rocca Senghi
La Rocca Senghi (2.450 m s.l.m.) è una formazione rocciosa che si trova in alta valle Varaita e sopra l'abitato di sant'Anna di Bellino. 

## Storia

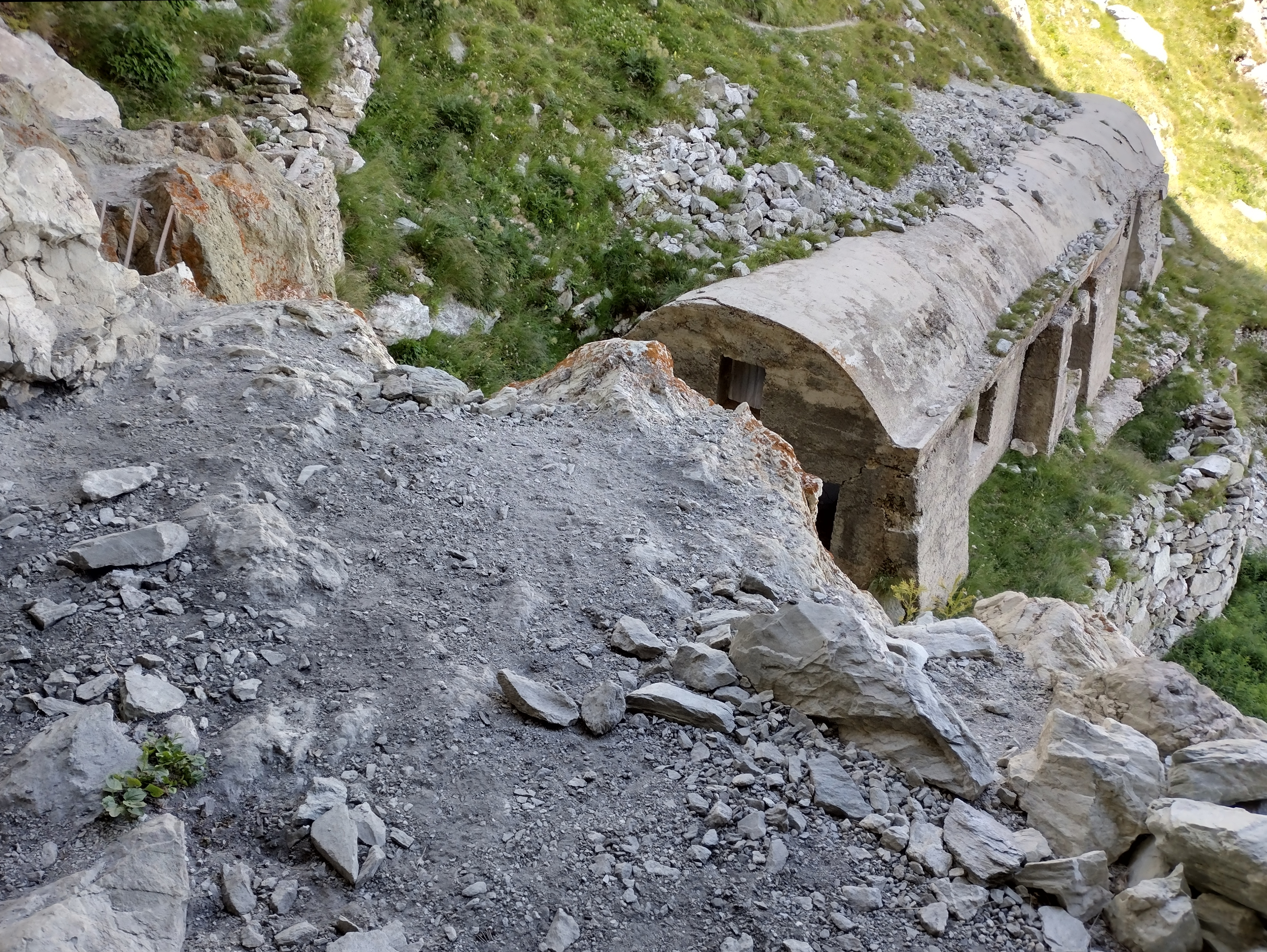
L'opera del Vallo Alpino presso la Rocca Senghi

Per la sua forma molto particolare è considerata un vero e proprio monumento naturale e su di essa sono nate in passato numerose leggende.
A ridosso della sommità rocciosa, nei pressi del Colletto Senghi che la connette al resto della catena alpina, si trova una opera in caverna appartenente al Vallo Alpino.

## Accesso alla vetta

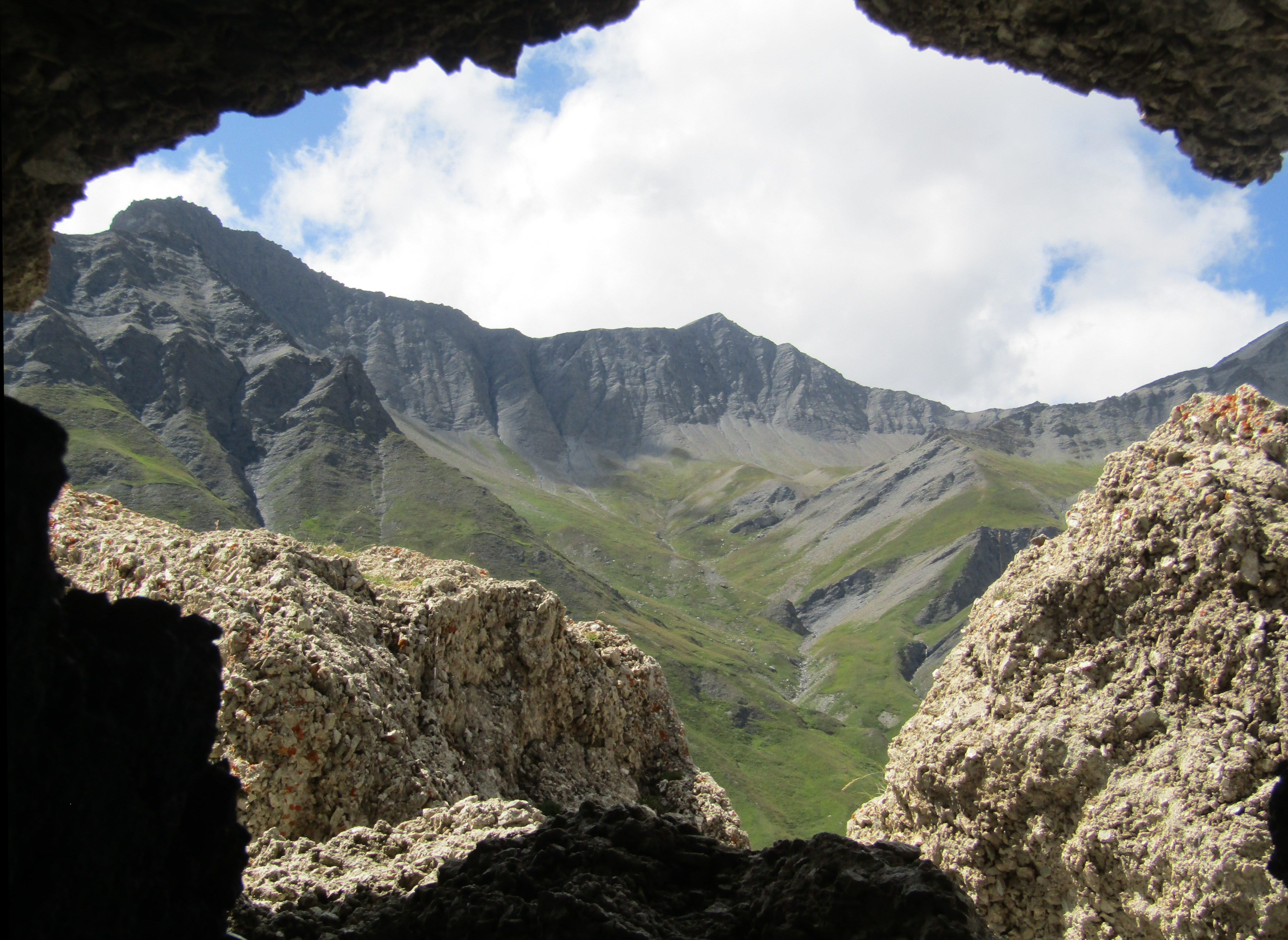
La Tête de l'Autaret vista dall'uscita della parte in caverna dell'opera difensiva

Lungo lo spigolo sud-est è stata costruita una via ferrata. La sommità della montagna è anche raggiungibile per sentiero.